# K11
K11 es un rascacielos de 61 plantas, completado en 2002, situado cerca del Parque Huaihai en el Distrito Luwan de Shanghái, China. Tiene una superficie de 135 000 m², 242 metros de altura de azotea y 278 metros de altura incluida la antena. Fue construido por los arquitectos Bregman y Hamann. Llamada antiguamente Hong Kong New World Tower (en chino, 香港 新世界 大厦; pinyin, Xiānggǎng xīn shìjiè dàshà), fue inaugurado de nuevo el 28 de mayo de 2013 con el nombre de K11.